# Zaprudnoje (rejon kstowski)
Zaprudnoje (ros. Запрудное) – wieś (sieło) w Rosji, w obwodzie niżnonowogrodzkim, w rejonie kstowskim. W 2010 liczyła 1834 mieszkańców.